# Unidentified flying object
Unidentified flying object (afgekort: ufo) en unidentified aerial phenomena (afgekort: uap) zijn de Amerikaans-Engelstalige benamingen voor respectievelijk ongeïdentificeerd vliegend voorwerp of ongeïdentificeerd verschijnsel in de lucht, waarvan de oorsprong op het moment van waarneming onbekend is. Eind 1949 introduceerde de Amerikaanse luchtmacht in Project Grudge, de voorloper van Project Blue Book, de term unidentified flying object – en ook unidentified aerial object – om te verwijzen naar een aparte klasse van waarnemingen die chronisch onverklaarbaar bleven. Het onderzoek van ufowaarnemingen wordt ufologie genoemd. De meeste ufo's blijken later normale natuurverschijnselen of kunstlicht zoals lampen te zijn.

## Meningen omtrent aard en oorsprong van het verschijnsel

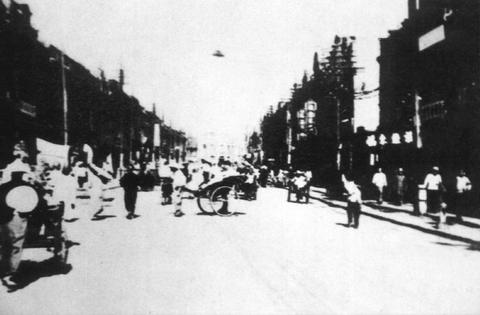
Foto met een ongeïdentificeerd vliegend voorwerp in Hebei (Hopeh), China, 1942. Fotograaf onbekend

Sinds eind jaren 40 van de 20e eeuw wordt de benaming ufo als zodanig gebruikt, vooral na het Roswellincident, dat in een officieel persbericht werd afgedaan als waarneming van een weerballon. Het begrip vliegende schotel kwam in zwang na de beschrijving door de Amerikaanse piloot en zakenman Kenneth Arnold van vreemde voorwerpen die hij op 24 juni 1947 tijdens een vlucht in de nabijheid van Mount Rainier, in de staat Washington, had gezien. Hij omschreef de bewegingen van negen vliegende objecten "zoals een over het water gekeilde schotel" ("like saucers skipped over water"). Bill Bequette, een journalist van Associated Press, begreep dit verkeerd en schreef in zijn artikel dat de negen objecten zelf schotelvormig waren. Het interview werd een mediasensatie en spoedig daarop volgden andere meldingen van schotelvormige ufo's.

### Historische ufo's
Er zijn in het verleden vaak vreemde verschijnselen in de atmosfeer gesignaleerd, die met terugwerkende kracht als ufo uitgelegd zouden kunnen worden. Al sinds de vroegste ontwikkeling van het schrift werden dit soort waarnemingen opgetekend en vaak toegeschreven aan een hemelse macht.
Voorbeelden zijn het visioen van de profeet Ezechiël in de Hebreeuwse Bijbel, waarin hij "iets [zag] dat glansde als wit goud" en "wezens, en ik zag bij elk van de vier een wiel op de grond staan, aan de voorkant. De wielen glansden alsof ze gemaakt waren van turkoois en ze hadden alle vier dezelfde vorm: ze leken op een wiel midden in een ander wiel" (Ezechiël 1:1-28), en de Egyptische vermelding uit 1450 v.Chr. van "cirkels van vuur" tijdens het bewind van farao Thoetmosis III. Ook Julius Obsequens' werk Liber de Prodigis over de wonderen die in Rome voorvielen wekte veel interesse in sommige kringen vanwege zijn verwijzingen naar dingen die zich aan de hemel voortbewogen. Deze werden later geïnterpreteerd als meldingen van ongeïdentificeerde vliegende objecten (ufo's), maar kunnen net zo goed beschreven worden als meteoren. Bovendien schrijft Obsequens in de 4e eeuw, zo'n 300 jaar na de gebeurtenissen die hij beschrijft, waardoor het nauwelijks in aanmerking kan worden genomen als ooggetuigenverslag. In 1255 zagen de Japanse generaal Yoritsume en zijn leger bollen van licht dansen boven Kyoto. In 1561 leken vele voorwerpen een luchtgevecht boven Neurenberg uit te vechten.
In de Verenigde Staten, te beginnen met Oakland (Californië) in november 1896, was er in de periode 1896-1897 een piek in waarnemingen van sigaarvormige, verlichte 'luchtschepen' met vleugels; vandaar dat wordt gesproken over "The Great Airship Wave" van 1896-1897. De daaropvolgende vier maanden beweerden getuigen van Texas tot North Dakota deze mysterieuze luchtschepen te hebben gezien.
Sedert het einde van de 19e eeuw is de nadruk meer komen te liggen op een materialistische uitleg. De omstreden Zwitserse schrijver Erich von Däniken verklaarde historische raadselachtige berichten door het bezoek van ruimteschepen van buitenaardse beschaving(en) aan te nemen, die zich als ufo presenteerden.

### Populair begrip
In de volksmond wordt het begrip ufo meestal gebruikt om te verwijzen naar ruimteschepen van buitenaardse wezens die de Aarde zouden bezoeken. Er is geen wetenschappelijk bewijs voor het bestaan van ruimteschepen die buiten de aarde zijn gefabriceerd, ondanks het feit dat er vele mensen zijn die beweren door de bemanning van zo'n ruimteschip te zijn meegenomen. Mensen als George Adamski en Howard Menger maakten het idee van ufo's als bemande ruimteschepen in de jaren 50 populair.

### Techniek van de grote mogendheden
Een andere theorie stelt dat onbekende vliegende voorwerpen het product zijn van geheime technologische ontwikkelingen van grootmachten als de Verenigde Staten en de vroegere Sovjet-Unie. Deze twee mogendheden zouden de kennis van het experimenteren met discusvormige voorwerpen, deltavliegtuigen en radiogestuurde bollen (Kugelblitz (bolbliksems)), betrokken hebben uit het toenmalige Derde Rijk aan het einde van de Tweede Wereldoorlog, en hier verder op zijn doorgegaan. In zijn boek Hitler's Flying Saucers geeft auteur Henry Stevens verscheidene bronnen om deze visie te ondersteunen. Ook een recente documentaire van History Channel geeft mogelijke verbanden tussen geheime Nazi-technologie en de naoorlogse ufo's.

### Buitenaardse wezens
Weer anderen menen dat het verschijnsel behoort tot een intelligentie uit een andere realiteit die ons tijd-ruimte continuüm af en toe om onbekende redenen binnendringt. De stringtheoreticus Michio Kaku speculeert over de mogelijkheid, dat een buitenaardse beschaving, die bijvoorbeeld onze gehele Melkweg beheerst, zou beschikken over een ons nog onbekende manier van voortstuwing: bijvoorbeeld magnetische monopolen. De vreemde en stille bewegingen die van ufo's gemeld worden, zouden volgens Kaku hiermee verklaard kunnen worden. Verder noemt Kaku de mogelijkheid dat zo'n beschaving een robotbestuurd ruimteschip kan zenden - een scenario dat lijkt op de film 2001: A Space Odyssey. Door nanotechnologie hoeven deze ruimteschepen niet groter te zijn dan een straaljager. Onze Maan zou een goede basis voor deze robottoestellen kunnen zijn.

## Waarnemingen

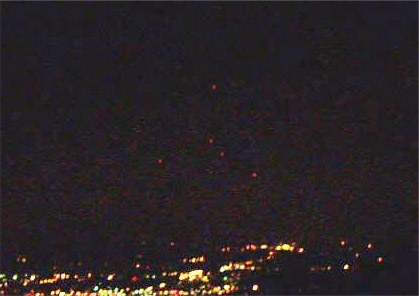
Foto van vijf ongeïdentificeerde rode lichten boven Morristown (New Jersey) en omliggende steden genomen op 5 januari 2009 omstreeks 20.30 uur lokale tijd

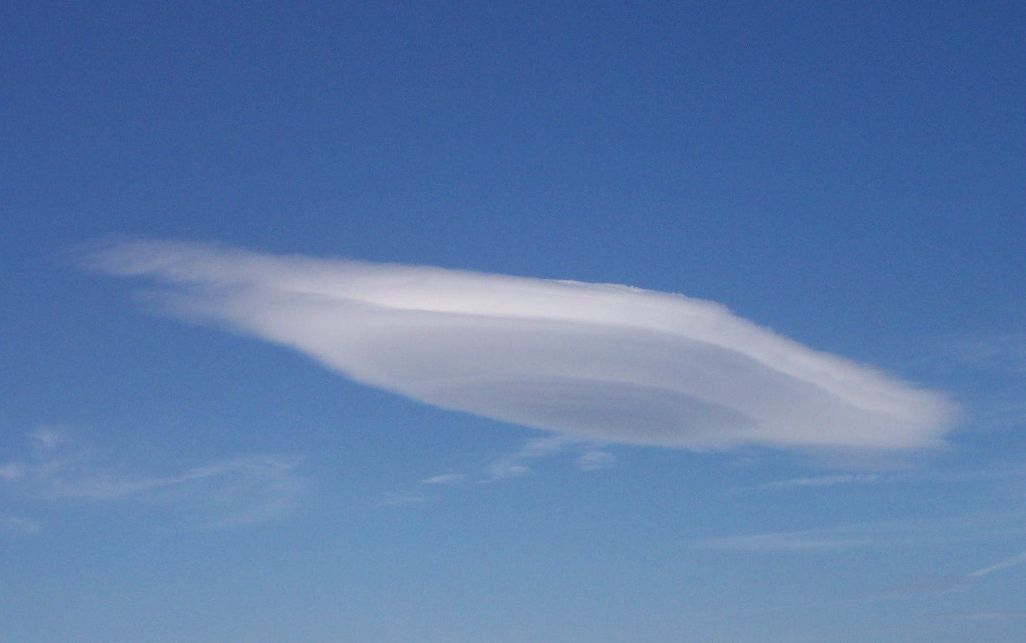
Wolken als deze lenticulariswolk worden soms als ufo aangezien.

Veel normale optische verschijnselen worden uit onwetendheid voor ufo's versleten. Vaak treden meldingen in een golf op door een mediahype. Een klein percentage van de meldingen blijft na onderzoek echter vooralsnog onverklaarbaar. Ufomeldingen komen overal voor, zijn niet tijdgebonden en bestaan zowel uit nachtelijke waarnemingen als waarnemingen op klaarlichte dag.

### Verschijnselen die vaak als ufo gezien worden

#### Astronomie en meteorologie
- de zon, schijnend door een laag Altostratus, tussen de stadia Altostratus Translucidus en Altostratus Opacus, waardoor het waargenomen beeld van de zon geen oogverblinding veroorzaakt en wel eens aanzien kan worden als een ietwat wazig uitziend vreemdsoortig bolvormig object met enigszins lichtblauwe kleur
- de maan, schijnend door een nachtelijke laag Altostratus, en daardoor een vreemde wazige indruk gevend
- groene en blauwe zon
- de planeten Venus, Jupiter, Saturnus en Mars
- de ster Sirius en andere heldere sterren
- conjuncties van planeten en heldere sterren
- occultaties van heldere sterren of planeten door de maan
- dubbele en meervoudige beelden van zon en maan[9]
- bolbliksems en gewone bliksem
- vuurwerk
- meteoren
- delen van de primaire en secundaire regenbogen
- de glorie, vaak gezien vanuit vliegtuigen
- halo's om de zon, bijzonnen, de circumzenitale boog
- lenticulariswolken
- Fata morgana, waardoor de opkomende of ondergaande zon, ver verwijderde schepen, eilanden, of landgedeelten aan de (zee)horizon zich boven de horizon kunnen vertonen, en er tijdens deze omstandigheden schotelvormig kunnen uitzien

#### Ruimtevaart
- iridiumflitsen: weerkaatsing van zonlicht door Iridiumsatellieten
- flitsende weerkaatsing aan de zonnepanelen van bijvoorbeeld het International Space Station
- raketten of hun terugvallende trappen[10]

#### Luchtvaart
- (miniatuur) heteluchtballonnen. Uit een statistiek van Rudolf Henke in 1991 bleek dat van meer dan 300 Duitse ufomeldingen het merendeel door speelgoedballonnen zoals Thaise geluksballonnen verklaard kon worden.[11]
- weerballonnen
- testvliegtuigen, zoals de Lockheed Martin F-117 Nighthawk en onbemande luchtvaartuigen, die onder andere gesignaleerd werden in de omgeving van Area 51
- drones

#### Lampen
- weerkaatsing van zoeklichtstralen, skybeamers en lichtshows, bijvoorbeeld van discotheken of vuurtorens, tegen de onderkant van een wolkendek
- reflectiebeelden van skybeamers tegen de onderkanten van horizontaal zwevende hexagonale ijskristalletjes in Cirruswolken
- fragmenten van de primaire regenboog in zoeklichtstralen en skybeamers
- verlichte lampions in de duisternis
- Thaise lampions[12]
- Weerkaatsing van de blauwe lamp van meettreinen, die de dikte van bovenleidingen meten.[13]

#### Bedrog, grappenmakerij
- opzettelijke mystificaties, trucfoto's van keukengerei enzovoort
- een vlieger met lampjes in het donker

#### Overig
- ontsnapte oplichtende gassen uit de aardkorst of uit vennen en poelen (bijvoorbeeld moerasgas)
- vlaggen

### Nederland
In 1974 kwamen er een aantal weken lang meldingen van een vrij groot aantal inwoners van Gorredijk en omgeving. Zij beweerden allerlei 'vreemde lichten' en onverklaarbare vliegende objecten te hebben waargenomen.
Op 3 februari 1979 baarde een melding bij Soesterberg opzien. Op de vliegbasis aldaar werd toen door ten minste 12 militairen naar eigen zeggen een grote vliegende zwarte driehoek gezien, met op voor- en achterkant verlichting in twee kleuren. Later schoot het object weg met uiterst hoge snelheid.

### Verenigde Staten
Waarnemingen kunnen op sommige plaatsen gedurende een bepaalde tijd vaker voorkomen dan anders. Zo was bijvoorbeeld Ohio in 1966 en 1967 het brandpunt van vele verschijningen in de Verenigde Staten. Wereldwijd zijn gebieden aan te wijzen waar in sommige jaren sprake was van een verhoogd aantal waarnemingen.

### België
Veel media-aandacht was er voor de zogenoemde Belgische ufogolf van oktober/november 1989 tot juni 1991. Door honderden getuigen (waaronder 19 politieagenten) werd toen melding gemaakt van geluidloos vliegende zwarte of donkergrijze 'driehoeken' die op elk hoekpunt en in het midden een 'markeringslicht' voerden en die vaak op opvallend geringe hoogte de verschillende Belgische regio's doorkruisten. De Belgische luchtmacht (in casu kolonel Wilfried de Brouwer) zette tevergeefs F-16 gevechtsvliegtuigen in om een of meer van deze ufo's te kunnen onderscheppen. De Belgische luchtmacht heeft in 1990 een officiële verklaring uitgegeven over deze gebeurtenissen, waarin stond dat ze geen idee had wat de aard van deze verschijnselen was. Op 26 juli 2011 bekende een zekere 'Patrick' uit Verviers tijdens een uitzending op de Waalse zender RTL-TV1, dat de ufo waarvan op 4 april 1990 te Petit-Rechain een wereldberoemde foto werd gemaakt, een door hem gemaakt model van piepschuim en lampen is geweest.

### Neergestorte ufo's

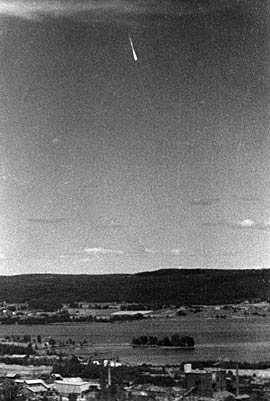
In de eerste maanden van 1946 verschenen diverse ongeïdentificeerde objecten boven Zweden. Vuurballen en mysterieuze lichten, evenals sigaarvormige objecten werden gemeld, waarvan er een aantal in meren zijn neergestort, zoals op deze krantenfoto gefotografeerd op 9 juli 1946. Dit object had blauwe en groene flitslichten en is die dag in Barken neergestort.
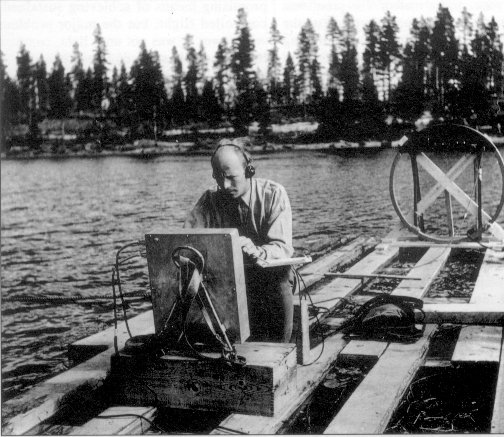
Een van deze objecten stortte op 19 juli 1946 neer in Kölmjärv in Zweden, waarna het leger een tijdlang naar de resten van het gecrashte object heeft gezocht. Er werden resten gevonden, maar later werd gemeld dat het om meteoorresten zou gaan.

Verschillende verhalen over het neerstorten van ufo's doen de ronde. Voorbeelden hiervan zijn Roswell en Shag Harbour. Harde bewijzen ontbreken.

### Verschijningsvormen

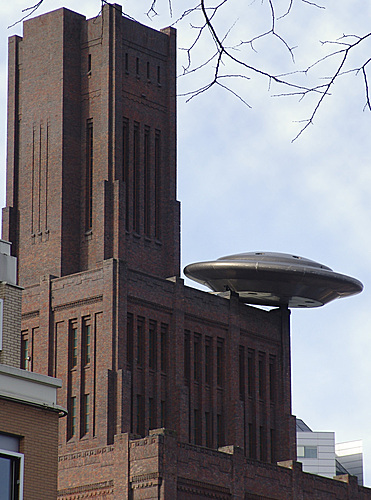
"Ufo" op de Inktpot, Moreelsepark 1 in Utrecht. Dit kunstwerk, Zover (1999) van Marc Ruygrok, vertegenwoordigt de meest gebruikte vorm van een ufo in de populaire cultuur.

De meest waargenomen verschijningsvorm is wel de "vliegende schotel", een discusvormig voorwerp dat volgens de beschrijvingen door de lucht zweeft. Er worden ook andere verschijningsvormen gemeld, zoals driehoeken, vierkanten, bollen, trapezia of ruiten.
Sinds het einde van de jaren 80 van de 20e eeuw wordt geregeld melding gemaakt van reusachtige, zwarte of donkergrijze driehoeken (black triangles) die geluidloos en met lage snelheid op geringe hoogte overkomen (bijvoorbeeld België 1989-1991, zie boven). Op de drie hoekpunten zijn vaak lichten te zien, al dan niet simultaan knipperend. Deze verschijningen vertonen overeenkomsten met bijvoorbeeld de silhouetten van Amerikaanse stealthvliegtuigen.
In landen als Mexico, Brazilië, Chili en Argentinië is de laatste jaren sprake van een onregelmatige ufogolf. Het gaat hier voornamelijk om formaties van lichtbollen die geruisloos door de lucht dobberen.
In Californië zijn sinds 2007 verschillende waarnemingen geweest van zeer lichtgebouwde vliegende voorwerpen bestaande uit een rank cirkelvormig skelet met daaraan verschillende uitsteeksels die op antennes lijken.

### Tijdstip
Er is een relatie tussen het tijdstip waarop een ufo wordt gezien en de uiterlijke kenmerken die genoemd kunnen worden. Meestal is een ufo op klaarlichte dag niet meer dan een intens witte lichtbron of glanzende schijf, die lang op één punt kan blijven hangen om vervolgens plotseling, alsof een schakelaar wordt omgezet, te verdwijnen. 's Nachts zijn ufo's vaker getooid met allerlei gekleurde lichten die volgens een bepaald patroon aan en uit kunnen knipperen.

### Vluchtgedrag
Volgens ooggetuigen bewegen ufo's zich geruisloos of zacht zoemend door het luchtruim en kunnen vanuit stilstand schijnbaar enorm versnellen en 'onmogelijk snelle' richtingveranderingen vertonen die in tegenspraak lijken met de wetten van traagheid en massa. Vreemde vluchtbewegingen zijn gemeld zoals meanderen, 'fladderen', oscilleren, bewegingen als van een 'vallend blad', en 'jojoën', waarbij tussen twee punten heen en weer wordt gependeld.

## Overige aan ufo's gerelateerde verschijnselen

### Graancirkels
Het verschijnen van graancirkels is sinds de jaren 70 van de 20e eeuw wereldwijd verspreid. Veel van deze geometrische patronen in het veld kunnen worden aangemerkt als bedrog, want duidelijk door mensenhanden gemaakt. Door ooggetuigen wordt soms beweerd dat zij in de nabijheid van de cirkels en tijdens de vermoedelijke tijd van creatie, ufo's in de vorm van lichtgevende bollen hebben gezien. Hoewel er theorieën zijn die de twee fenomenen (graancirkels en ufo's) met elkaar in verband trachten te brengen, blijft deze relatie speculatief en onbewezen.
Wel is het zo dat sommige graancirkels met zeer complexe figuren moeilijk in één nacht gemaakt kunnen worden. Tijdens een door Mitsubishi georganiseerde stunt werd een groep ervaren graancirkelmakers uitgenodigd een afbeelding van een auto te maken in een veld. Hoewel ze overdag werkten, kostte het hen 14 uur om de klus te klaren. Bovendien waren er, anders dan bij de graancirkels die aan ufo's toegeschreven worden, sporen van activiteit (waaronder voetstappen en gaten van paaltjes) rond de gemaakte afbeelding achtergebleven.

### Dierverminking
Ook dierverminking is een verschijnsel dat vaak met ufo's in verband wordt gebracht. Niet zelden worden vreemde lichten waargenomen in de nabijheid van plaatsen waar later dood vee wordt gevonden. Het betreft meestal gruwelijk verminkte runderen, schapen, geiten of varkens, waarbij huid, ogen, tong en geslachtsdelen met chirurgische precisie  geheel of gedeeltelijk zijn verwijderd en al het bloed is verdwenen. Ondanks minutieus onderzoek door deskundigen, is een definitief antwoord op de vragen over het hoe en waarom van dierverminking in verband met ufo's, nog niet gevonden.

## Onderzoek naar geloof in ufo's

### Psychologische verklaringen
In het algemeen worden ufo's in de psychologie verklaard als verkeerde interpretaties, perceptuele illusies of hallucinaties. Zo bepleit Hilary Evans in zijn vroege werk een "Psychosociale hypothesis". Hierin poneert hij ufowaarnemingen als fantasieën en hallucinaties, veroorzaakt door hetzelfde mechanisme als de verschillende occulte, paranormale, bovennatuurlijke of religieuze ervaringen (vergelijk vermeende waarnemingen van de Heilige Maagd Maria).

#### De theorie van het onbetrouwbare geheugen
Ufogerelateerde claims die uitsluitend zijn gebaseerd op ooggetuigenverslagen zijn niet steeds even betrouwbaar. De herinnering aan een gebeurtenis kan onbewust worden gewijzigd om een 'gewenste' interpretatie te verkrijgen. Een studie heeft uitgewezen dat slachtoffers van ontvoeringen door aliens behoorden tot een controlegroep die meer geneigd was om valse herinneringen te vertonen.

#### De theorie van de falende of gekleurde perceptie
Een aantal wetenschappers zoekt de verklaring in een psychologische gesteldheid van de waarnemers. Dit zou dan te maken kunnen hebben met psychische aandoeningen die het cognitieve vermogen beïnvloeden, of met diepgewortelde (religieuze) overtuigingen die van invloed zijn op het al dan niet waarnemen van degelijke verschijnselen:
Veel individuen die geloven in paranormale verschijnselen en ufo's zouden een predispositie hebben voor klinische depressie, dissociatie en PDD-NOS. Deze cognitief beperkende invloeden hebben een invloed op de manier waarop mensen waarnemings- en interpretatiefouten maken wanneer ze geconfronteerd worden met werkelijk bestaande fenomenen. Een onderzoek van Sharps, Matthews en Asten in Journal of Psychology toonde met behulp van behandelingsprotocollen als ADHD Rating Scales (van Conners, Erhardt & Sparrows), de Dissociative Experience Scale (Coleman & Clark) en de Beck Depression Inventory II aan, dat in veel gevallen ESP geassocieerd kon worden met geloof in ufo's en andere paranormale verschijnselen. Wat de eventuele invloed van een religieuze bias betreft, bestaat er een publicatie van Hillstrom en Strachan die het hebben van een traditioneel geloof - in het bijzonder het protestants geloof - juist negatief correleert met het waarnemen van ufo's. Onder protestanten ligt het geloof in ufo's en de waarnemingen daarvan volgens deze onderzoekers 56% lager dan onder niet-gelovigen. Ze geven ook aan dat dit de christelijke overtuiging reflecteert dat geloof in het paranormale veroordeelt.

#### De theorie van het collectief onbewuste
Behalve een 'falende perceptie' zijn nog andere verklaringen voorgesteld in de psychologie. In zijn werk uit 1957, getiteld Flying Saucers: A Modern Myth of Things Seen in the Skies, legt de Zwitserse psychoanalyticus Carl Gustav Jung ufo's uit als objecten afkomstig uit het collectief onbewuste, dus als een vorm van moderne archetypen. Hij laat de mogelijkheid echter open dat 'sommige' ufo's werkelijke machines ('nuts and bolts') zijn van onbekende oorsprong.

### Ufo-meldpunten
België
- Belgisch ufo-meldpunt

Nederland
- UFO Meldpunt Nederland

### Andere links
- Artikelen van stichting Skepsis over ufologie
- Top 100 Europese hotspots